# North American X-15
North American X-15 – amerykański rakietowy samolot doświadczalny wyprodukowany przez firmę North American Aviation, na którym ustanowiono szereg rekordów prędkości i wysokości lotu, zdolny także do lotów suborbitalnych. Maszyna wykorzystywana przez amerykańskie siły powietrzne i NASA.

## Historia
Specyfikację dla planowanego samolotu przedstawiono konstruktorom 30 listopada 1954 roku, a specyfikację dla silnika rakietowego 4 lutego 1955. Kontrakt na budowę płatowca w listopadzie 1955 przyznano firmie North American, a kontrakt na silnik w roku 1956 przypadł firmie Reaction Motors.
Podobnie jak większość samolotów z serii X, X-15 był wynoszony w powietrze pod skrzydłami samolotu-matki, w tym wypadku Boeinga B-52. X-15 miał wydłużony, cylindryczny kadłub i grube, klinowate stabilizatory na grzbiecie i brzuchu. Chowane podwozie składało się z kółka dziobowego i dwóch płóz. Stabilizator brzuszny był odrzucany tuż przed lądowaniem, aby zapewnić odpowiedni prześwit. 
Początkowe 24 loty z napędem wykorzystywały dwa silniki rakietowe na paliwo ciekłe Reaction Motors XLR11, ulepszone tak, aby zapewnić łącznie ciąg 71 kN. Później wykorzystywano pojedynczy silnik XLR-99 o ciągu 254 kN na poziomie morza i 311 kN na maksymalnym pułapie.
Pierwszym lotem maszyny była próba szybowania 8 czerwca 1959 roku. Samolot pilotował Scott Crossfield, który poleciał także w pierwszym locie X-15 z napędem 17 września. Pierwszy lot z wykorzystaniem silnika XLR-99 odbył się 15 listopada 1960 roku.
Zbudowano trzy maszyny X-15, na których wykonano łącznie 199 lotów – ostatni 24 października 1968 roku. Planowano wykonanie dwusetnego lotu 21 listopada 1968 roku pilotowanego przez Williama J. Knighta, ale po sześciokrotnym przełożeniu startu ze względów technicznych, ostatecznie po odwołaniu ostatniego ustalonego na 20 grudnia 1968 terminu samolot uziemiono.
Pierwsza z maszyn została wysłana do National Air and Space Museum w Waszyngtonie, a druga znajduje się obecnie w muzeum Amerykańskich Sił Powietrznych w Dayton w stanie Ohio. Trzecia maszyna, X-15A-3, uległa zniszczeniu 15 listopada 1967, gdy samolot, pilotowany przez Michaela J. Adamsa wpadł w korkociąg i rozpadł się w powietrzu, gdy przeciążenie przekroczyło 15 G. Szczątki pojazdu rozsypały się na powierzchni ponad 50 mil kwadratowych. 8 czerwca 2004 na miejscu, w którym odnaleziono szczątki kokpitu wzniesiono pomnik. Pilotowi przyznano pośmiertnie odznakę astronauty – w ostatnim locie osiągnął wysokość 81,1 km.
Samolotem latało dwunastu pilotów, w tym późniejsi astronauci Neil Armstrong i Joe Engle. Spośród pilotów X-15 rekrutowano załogi planowanego samolotu orbitalnego Dynasoar. Wśród wyznaczonych do tego projektu pilotów był i Neil Armstrong. Po rozwiązaniu programu Dynasoar część przygotowujących się do niego astronautów włączyła się do Programu Apollo.
W lipcu i sierpniu 1963 roku Joe Walker dwukrotnie znalazł się w przestrzeni kosmicznej, przekraczając pułap 100 kilometrów.
Drugi X-15A został gruntownie przebudowany po wypadku przy lądowaniu. Przedłużono go o 0,74 metra, dodano parę zewnętrznych zbiorników paliwa pod kadłubem i wyposażono w osłonę termiczną. Tak zmodyfikowaną maszynę nazwano X-15A-2. Jej pierwszy lot miał miejsce 28 czerwca 1964 roku. W swoim najszybszym locie samolot osiągnął prędkość 7274 km/h (2021 m/s).
Rekordy wysokości lotu ustanowione przez X-15 pozostały niepobite przez żaden pilotowany pojazd latający z wyjątkiem promu kosmicznego, aż do lotu prywatnego samolotu suborbitalnego SpaceShipOne w 2004.

## Program lotów
W programie X-15 brało udział pięć samolotów – trzy X-15 oraz dwa B-52, latające jako samoloty-matki.
- X-15A-1 – 56-6670, 82 loty z napędem
- X-15A-2 – 56-6671, 53 loty z napędem
- X-15A-3 – 56-6672, 64 loty z napędem
- NB-52A – 52-003 (wycofany ze służby w październiku 1969 roku)
- NB-52B – 52-008 (wycofany ze służby w listopadzie 2004 roku)

## Rekordowe loty

### Rekordy wysokości
W amerykańskim lotnictwie obowiązują dwie definicje lotu kosmicznego. USAF przyznaje odznaki astronautów wszystkim, którzy lecieli na wysokości większej niż 80 kilometrów, a FAI ustaliło granice lotu kosmicznego na wysokości 100 kilometrów. Trzynaście lotów X-15 przekroczyło wysokość 80 kilometrów, a dwa z nich granicę 100 kilometrów.
| Lot     | Data                 | Prędkość maksymalna | Wysokość  | Pilot            |
| ------- | -------------------- | ------------------- | --------- | ---------------- |
| Lot 62  | 17 lipca 1962        | 6167 km/h           | 95 940 m  | Robert M. White  |
| Lot 77  | 17 stycznia 1963     | 5 918 km/h          | 82 810 m  | Joe Walker       |
| Lot 87  | 27 czerwca 1963      | 5512 km/h           | 86 870 m  | Robert Rushworth |
| Lot 90  | 19 lipca 1963        | 5971 km/h           | 106 010 m | Joe Walker       |
| Lot 91  | 22 sierpnia 1963     | 6106 km/h           | 107 960 m | Joe Walker       |
| Lot 138 | 29 czerwca 1965      | 5523 km/h           | 85 527 m  | Joe H. Engle     |
| Lot 143 | 10 sierpnia 1965     | 5713 km/h           | 82 601 m  | Joe H. Engle     |
| Lot 150 | 28 września 1965     | 6006 km/h           | 90 099 m  | John B. McKay    |
| Lot 153 | 14 października 1965 | 5720 km/h           | 81 230 m  | Joe H. Engle     |
| Lot 174 | 1 listopada 1966     | 6035 km/h           | 93 543 m  | Bill Dana        |
| Lot 190 | 17 października 1967 | 6206 km/h           | 85 500 m  | Pete Knight      |
| Lot 191 | 15 listopada 1967    | 5745 km/h           | 81 080 m  | Michael J. Adams |
| Lot 197 | 21 sierpnia 1968     | 5541 km/h           | 81 530 m  | Bill Dana        |

### Rekordy prędkości
| Lot     | Data                | Prędkość maksymalna | Wysokość | Pilot            |
| ------- | ------------------- | ------------------- | -------- | ---------------- |
| Lot 45  | 9 listopada 1961    | 6 587 km/h          | 30 968 m | Neil Armstrong   |
| Lot 59  | 27 czerwca 1962     | 6 605 km/h          | 37 704 m | Joe Walker       |
| Lot 64  | 26 lipca 1962       | 6 420 km/h          | 30 145 m | Neil Armstrong   |
| Lot 86  | 25 czerwca 1963     | 6 294 km/h          | 34 077 m | Joe Walker       |
| Lot 89  | 18 lipca 1963       | 6 317 km/h          | 31 943 m | Robert Rushworth |
| Lot 97  | 5 grudnia 1963      | 6 466 km/h          | 30 785 m | Robert Rushworth |
| Lot 105 | 29 kwietnia 1964    | 6 286 km/h          | 30 968 m | Robert Rushworth |
| Lot 137 | 22 czerwca 1965     | 6 338 km/h          | 47 518 m | John B. McKay    |
| Lot 175 | 18 listopada 1966   | 6 840 km/h          | 30 145 m | Pete Knight      |
| Lot 188 | 3 października 1967 | 7 274 km/h          | 58 552 m | Pete Knight      |

## Piloci X-15
| Pilot               | Organizacja             | Liczba lotów | Loty kosmiczne USAF | Loty kosmiczne FAI | Maksymalna liczba Macha | Maksymalna prędkość (km/h) | Maksymalna wysokość (m) |
| ------------------- | ----------------------- | ------------ | ------------------- | ------------------ | ----------------------- | -------------------------- | ----------------------- |
| Michael J. Adams    | U.S. Air Force          | 7            | 1                   | 0                  | 5,59                    | 6 151                      | 81 077                  |
| Neil Armstrong      | NASA                    | 7            | 0                   | 0                  | 5,74                    | 6 587                      | 63 246                  |
| Scott Crossfield    | North American Aviation | 14           | 0                   | 0                  | 2,97                    | 3 154                      | 24 725                  |
| Bill Dana           | NASA                    | 16           | 2                   | 0                  | 5,53                    | 6 272                      | 93 543                  |
| Joe H. Engle        | U.S. Air Force          | 16           | 3                   | 0                  | 5,71                    | 6 257                      | 85 527                  |
| Pete Knight         | U.S. Air Force          | 16           | 1                   | 0                  | 6,7                     | 7 274                      | 85 496                  |
| John B. McKay       | NASA                    | 29           | 1                   | 0                  | 5,65                    | 6 217                      | 90 099                  |
| Forrest S. Petersen | U.S. Navy               | 5            | 0                   | 0                  | 5,3                     | 5 794                      | 31 029                  |
| Robert Rushworth    | U.S. Air Force          | 34           | 1                   | 0                  | 6,06                    | 6 466                      | 86 868                  |
| Milt Thompson       | NASA                    | 14           | 0                   | 0                  | 5,48                    | 5 993                      | 65 258                  |
| Joe Walker          | U.S. Air Force          | 25           | 3                   | 2                  | 5,92                    | 6 605                      | 107 960                 |
| Robert M. White     | U.S. Air Force          | 16           | 1                   | 0                  | 6,04                    | 6 587                      | 95 936                  |